# Sericotrupes niger
Sericotrupes niger es una especie (única en su género) de coleópteros de la familia Geotrupidae.

## Distribución geográfica
Habita en Europa occidental y el Magreb.